# Пецоло Вале Уцоне
Пецоло Вале Уцоне (итал. Pezzolo Valle Uzzone) је насеље у Италији у округу Кунео, региону Пијемонт.
Према процени из 2011. у насељу је живело 51 становника. Насеље се налази на надморској висини од 311 м.

## Становништво
Према резултатима пописа становништва 2011. у општини је живело 354 становника.
| 1931. | 1936. | 1951. | 1961. | 1971. | 1981. | 1991. | 2001. | 2011. |
| ----- | ----- | ----- | ----- | ----- | ----- | ----- | ----- | ----- |
| 1.396 | 1.393 | 1.248 | 864   | 610   | 486   | 403   | 370   | 354   |